# Cephaloleia parvula
Cephaloleia parvula es un coleóptero de la familia Chrysomelidae.
Fue descrita científicamente en 1910 por Weise.